# Alex Konadu
Alex Konadu (geb. 1950 in Adwumakase Kese, Kwabre District; gest. 2011) war ein ghanaischer Gitarrist und Sänger. Er galt nach dem Tod von EK Nyame als „King of Ghanaian Guitar Highlife“ und war besonders bekannt für die Live-Shows in seinem Heimatland, veröffentlichte aber auch etwa ein Dutzend Alben.
Konadu machte schon in jungen Jahren Musik und spielte zunächst für Kwabena Akwaboah und die Happy Brothers Band, bevor er sich als Solokünstler betätigte. Er sang auf Twi und fühlte sich der traditionellen Highlife-Musik verpflichtet; neuere Entwicklungen wie Afrobeat lehnte er ab. Wegen seiner Fähigkeit, große Menschenmengen anzuziehen, war er in Ghana als „One Man Thousand“ und „One Man Army“ bekannt. Einer Legende zufolge spielte er in jeder einzelnen Stadt und jedem Dorf seines Heimatlandes. Seinen Durchbruch schaffte er 1976 mit dem Album Asaase Asa. Der Titelsong gilt als einer seiner größten Erfolge und erzählt die angeblich wahre Geschichte eines Mannes, der seine Frau und seine Schwester verliert, als sie von einem fallenden Baum erschlagen werden. Das Lied wird in Ghana oft auf Beerdigungen gespielt. Konadu beeinflusste viele andere ghanaische Musiker.

## Diskografie (unvollständig)
- Asaase Asa (1976)
- Abokyi (1977)
- Awoo Ne Awo (1977)
- Nkrabea (1980)
- One Man Thousand Live In London (1988)
- Mewu Ama Wo
- Da Bi Na Wo Behunu

## Belege
1. 1 2  Remembering the Man behind the Highlife Hit Song, Asaase Asa; Alex Konadu Goes Home, modernghana.com, 19. Februar 2011, gesehen am 24. Mai 2017
2. ↑  Kurzbiografie auf allmusic.com, gesehen am 24. Mai 2017

| Personendaten    | Personendaten                           |
| ---------------- | --------------------------------------- |
| NAME             | Konadu, Alex                            |
| KURZBESCHREIBUNG | ghanaischer Gitarrist und Sänger        |
| GEBURTSDATUM     | 1950                                    |
| GEBURTSORT       | Adwumakase Kese, Kwabre District, Ghana |
| STERBEDATUM      | 2011                                    |